# 경제적 효율
경제적 효율(Economic efficiency), 경제효율은 미시경제학에서 상황에 따라 일반적으로 다음 두 가지 관련 개념 중 하나이다.
- 할당적 또는 파레토 효율: 한 사람을 돕기 위해 변경하면 다른 사람에게 해를 끼칠 수 있다.
- 생산 효율: 다른 재화의 생산량을 줄이지 않고는 한 재화의 추가 생산량을 얻을 수 없으며, 가능한 가장 낮은 평균 총비용으로 생산이 진행된다.

이러한 정의는 동일하지 않다. 시장 또는 기타 경제체제는 할당적으로는 효율적이지만 생산적으로 효율적이지 않거나, 생산적으로는 효율적이지만 할당적으로 효율적이지 않을 수 있다. 다른 정의와 측정값도 있다. 경제적 효율성의 모든 특성화는 사용 가능한 입력이 주어지면 원하는 산출(예: 효용)을 최대화할 때 시스템이 효율적이거나 최적이라는 보다 일반적인 공학 개념에 포함된다.

## 같이 보기
- 경제적 균형
- 파레토 최적
- 제로섬 게임
- 경제성